# Таїтянська мова
Таїтянська мова (Таїті) — мова таїтян, одна з полінезійських мов. Поширена на Таїті та інших сусідніх островах, що входять до групи островів Товариства (Французька Полінезія).
Використовується як мова міжнаціонального спілкування на островах Туамоту. Входить до полінезійської групи Океанської зони австронезійської сім'ї мов. Кількість носіїв — біля 130 тисяч. Вперше була описана місіонерами з Лондонського Місіонерського Товариства.
Найближче до неї стоять мови Паумоту, Маркізька, мангареванська тощо, дрібні мови та діалекти Французької Полінезії.
У Франції вона викладається в Національному інституті мов і східних цивілізацій (INALCO), у Французькій Полінезії — в Університеті Французької Полінезії в Будинку Культури в Папеете.

## Лінгвістична характеристика
У мові таїті основну роль грають частки, артиклі та афікси. Використовується редуплікація.
Кореневі слова не змінюються. Звуків мало, переважають голосні. Алфавіт: AEFHIMNOPRTUV. У порівнянні з іншими полінезійськими мовами в Таїті відсутнє носове н (ng).

### Артиклі і частки
E — невизначений артикль, te — визначений артикль, mau — артикль множ. числа, eere — частка заперечення, aita — те ж для дієслів теперішнього і минулого часу, eita — те ж, для майбутнього часу. Сенс визначеного та невизначеного артикля той же, що в європейських мовах.
Na — частка, також показує множину.
I — широко вживана частка, грає роль прийменника у, до, на та інші ролі.
Приклади: e fare — будинок (якийсь), te fare — будинок (конкретний), e mau fare — вдома, te mau fare — вдома, e pahi — судно (якесь), te pahi — судно (конкретне), e mau pahi — судна, te mau pahi — судна.
eere oia i te taata Rarotoa — він не раротонжець;
eere ratou i te mau puka reo Tahiti — це книги не на мові Таїті;
aita matou e hopu nei i te miti — ми не купаємося в морі;
eita ratou e haere i Raiatea — вони не поїдуть на Раіатеа.

### Рід
Рід у іменників відсутній. Його показує спеціальне слово у істот: tane — чоловік, vahine — жінка, oni — самець, ufa — самка.
Приклади: metua — батько, metua tane — батько, metua vahine — мати, moa oni — півень, moa ufa — курка.

## Займенники

### Особові займенники
Я — au, vau, u, ти  — oe,  він, вона, воно, це — oia, ona, ana, na, ми(двоє) — taua (інкл.), maua (екскл.), ми (множ.) — tatou (інкл.), matou (екскл.), ви (двоє) — orua, ви(множ.) — outou, вони(двоє) — raua, вони (множ.) — ratou.
Примітка: особові займенники бувають єдиного, подвійного і множинного числа. Займенник «ми», крім того, буває інклюзивним (тобто «ми з тобою»), і ексклюзивним (тобто «ми без тебе»).

### Присвійні займенники
Вони мають дві форми — невідчужувану і відчужувану, і три числа .
Утворюються з особових додаванням часток to і ta. Невідчужувані: to u, ta u, to taua, ta taua, to maua, ta maua, to tatou, ta tatou, to matou, ta matou; відчужувані: to oe, ta oe, to na, ta na, to orua, ta orua, to outou, ta outou, to raua, ta raua, to ratou, ta ratou.
Приклад: to mau matou fare — наші будинки, ta mau ratou vaa — їх пироги, to mau oe fare — твої будинки, ta mau to u vaa — мої пироги.

### Вказівні займенники
tenei — цей, tera — той (більш близький), tena — той (далекий). Приклади: te taata nei — ця людина, te taata ra — та людина, tena pahi — те судно, teinei mau ture — ці закони.

### Інші займенники
O vai — хто, e aha — що, o tei hea — який, no te eaha — навіщо, чому, aore — ніхто, te hoe — деякий, te tahi — інший, a toa — все, o tei — хто б не, te tahi i te tahi — і той і інший, aore e mea — нічого, ніщо, te hoe mea — що-небудь, i te mea — тому, te vetahi — деякі, hoe a — той же самий, o mea — такий же, ana e — все, taatoa — все, paatoa — все.

## Сполучники
e — і; ra, area, area ra — але; eaore, aore ra — або; a hiri — якби; mai te mea e — якщо. Сполучник e ставиться обов'язково перед кожним словом: te matai e te fenua e te auahi e te vai — вітер, земля, вогонь і вода.

## Прислівники
nei, onei — тут; o, io, tona, i reira — там; i roto, i ropu — всередині; i rapae — зовні; i rotoru — між; eaha, nafea — як; e — так; aita — ні; faahou — ще; una — звичайно; atea — далеко; fatata — близько; hou — до, раніше; roa — дуже; ino — погано; hua — прямо; i ma — нагорі; i raro — внизу; ae — вгору; ma — вгору, на схід; raro — вниз, на захід; a ua nei — сьогодні, скоро; a nanahi — завтра; i tera ra — зараз же; i mutaa iho — коли; ehia — скільки; a fea — коли; i te matamua, ma mua — спочатку; ohie — легко; puai — сильно; motoi — навпаки; rahi — багато; haihai — небагато.

## Афікси
Афікси можуть утворювати дієслова від дієслів або іменників, або іменники від дієслів, і прикметники. Вони грають важливу роль в словотворенні.
Префікси: faa-(haa-), ma-, ta-, tu-, o-, pa-
Суфікси: -raa, -hia
Конфікси: faa-(haa-) …-raa, ta-…-raa
Приклади: ami — боятися, faaami — лякати; manao — думати, faamanao — згадати; maa — їсти, faamaa — годувати; imi — шукати, maimi — шукати разом; rearea — жовтий, marearea — жовтуватий; huna — приховувати, tahuna — ховати; maa — їжа, tamaa — їсти; hopu — купатися, hopuraa — купання; hiti — сходити, hitiraa — схід; mahana — сонце, mahanahia — освітлюватися сонцем; ite — знати, faaiteraa — опис; ereere — чорний, oereere — чорнуватий; teatea — білий, oteatea — білуватий; feofeo — рясний, pafeofeo — достаток

## Складні слова
Нові поняття можуть бути також виражені складними словами.
farenehenehe — зал, fare — будинок, nehenehe — красивий;
oireiti — село, oire — місто, iti — маленький;
Matarua — сузір'я Близнюків, mata — око, dua — два;
Papeete — вода в кошику, pape — вода, ete — кошик;
pahiauahi — пароплав, pahi — судно, auahi — вогонь;
vahimiti — протока, vahi — простір, miti — море;
rotoiti — ставок, roto — озеро;
tuhaarahi — провінція, tuhaa — округ, rahi — великий

## Числівники
Застарілі від 1 до 10: hoe, rua, toru, ha (fa), rima, fene, fitu, varu, iva, ahuru.
Сучасні: Від 1 до 10: tahi, piti, toru, maha, pae, ono, hitu, viu, iva, ahuru;
11 — ahuru ma hoe (ma tahi), 12 — ahuru ma piti, і т. д.
20 — piti ahuru, 30 — toru ahuru, 50 — pae ahuru, і т. д.
21 — piti ahuru ma hoe, 32 — toru ahuru ma piti, і т. д.
100 — hanere, 200 — piti hanere, 300 — toru hanere, і т. д.
1000 — tauatini, 1000000 — hoe milioni

## Редуплікація
Нові слова можуть бути утворені редуплікацією, тобто подвоєнням слова, яке буде мати вже інший сенс. Такі подвійні слова часто зустрічаються не тільки в полінезійських, але і в інших індонезійських мовах. Приклад: rima — рука, rimarima — палець.

## Лексика за темами
Людське тіло (te tino taata).
upoo — голова, rouru — волосся, te apu upoo — череп, roro — мозок, taria — вухо, rae — лоб, te tue mata — брови, mata — око, paparia — щока, ihu — ніс, utu — губа, vaha — рот, arero — мова, hiho — зуб, te taa raro — підборіддя, rei — потилиця, ai — шия, arapoa — горло, rima — рука, rimarima — палець, ouma — груди, mafatu — серце, opu — живіт, toto — кров, ivi — кістка, huha — стегно, mata, aro — особа.
Дім (te fare).
ofai — камінь, tahua — поверх, iriraau — дошка, ea — сходи, opani, uputa — двері, ti, taviri — ключ, rota — замок, mauraa — ручка, piha — кімната, aroaro — стеля, tore — колір, piha nehenehe — салон, piha hopuraa pape — ванна, piha tutu — кухня, pua — мило, pae pae buka — бібліотека, buka — книга, roi — ліжко, para hiraa — стілець, haamaramarama — вікно, hora — годинник, afata rahi — шафа, paraitete — покривало, pepa — папір, inita — чорнило, peni, tuita — ручка, перо, penitara — олівець, moea — рогожа.
Люди
mutoi — поліцейський, taata eu faraoa — булочник, taata tunu maa — кухар, matero — матрос, ihitai — моряк, taata raau — лікар, perepitero — священик, taata au ahu — кравець, taata faatere ohipa — інженер, tane — чоловік, vahine — жінка, taata — людина, feia metua — батьки, metua tane — батько, metua vahine — мати, tamaiti — дитина, feia tupuna — предки, tamaroa — хлопчик, tamahine — дівчинка, potii — дівчина, taene — брат, tuaana — ст. брат, сестра сестри, teina — мол. брат, мол. сестра сестри, tuahine — сестра брата, tuane — брат сестри, tupuna tane — дід, tupuna vahine — бабуся, mootua tane — онук, mootua vahine — внучка, eri — король, teuteu — раб, слуга, arii — вождь;
 Час
hora — година, ao — день, світло, po, rui — ніч, miniti — хвилина, seconi — секунда, poipoi — ранок, avatea — повний день, aahiata — зоря, avae — місяць, matahiti — рік, hebedoma — тиждень;
Дні тижня: monire — понеділок, mahana piti — вівторок, mahana toru — середа, mahana maha — четвер, mahana pae — п'ятниця, mahana maa — субота, sabati (tapati, domenika) — неділя;
Місяці: tenuare — січень, febuare — лютий, mati — березень, eperera — квітень, me — травень, tiunu — червень, tiurai — липень, atete — серпень, tetepa — вересень, atopa — жовтень, noema — листопад, titema — грудень;
Фрази: eaha te horo? — Котра година? ua hora toru tia — точно три, ua afa te hora — це половина години, hora piti e te tafa — дві з половиною, te avatea tia mau — полудень, ua tui te rui — зараз північ.
Природа
reva — небо, повітря, rai — небо, ra — сонце, marama — місяць, mahana — день, ao — день, світло, хмара, po — ніч, ai — вогонь, matai — вітер, fetia, fetu — зірка, apataerau — північ, apatoa — південь, hitiaotera — схід, tooaotera — захід, leni (ropu) — екватор, aofa (aoha) — рослина, rau — лист, fenua — країна, mau fenua — країни, ofai — камінь, na ofai — камені, tai — море, rogo — лагуна, mato — скеля, гора, one — пісок, пил, motu — острів, vai — вода, ia — риба, pepe — метелик, ro — мураха, matie — трава, manu — птах, moa — курка, півень, meia — банан, papa — дерево, uai — дощ, uira — блискавка, patiri — грім, puaa — свиня, puerata — квіти, tinatare — змія, poe — перлина, paoro — раковина, перламутр, totora — очерет, onu — черепаха, emao — акула, iore — щур, amoa — папороть;
Речі (mea)
oe-pai — весло, pai — пірога, piga — цибуля, oe-tea — стріла, toi — сокира, nie — вітрило, tio — мушля, uu — мушля (їстівна), nieie — кошик;
Прикметники
nui — великий, iti — маленький, puai — сильний, hanahana — яскравий, taimota — важкий, nehenehe — чистий, красивий, pio — кривий, косий, itoito — хоробрий, mona — красивий, добрий, ooroa — щедрий, tuie — худий, auerere, tero — чорний, ura — червоний, tearea — жовтий, teatea — білий, roa — товстий, жирний, довгий, taitai — солоний, piripiri — скупий, rairai — плоский;
Дієслова
haere atu — йти, hoo mai — купити, tae mai — прибути, parahi i raro — сісти, tiai — чекати, inu — пити, huna — ховати, imi — шукати, taoto i raro — лягти, tapu — різати, horo — бігти, ari — просити, ori, upa — танцювати, horaa — давати, taoto — спати, papai — писати, faaroo — вірити, pii, tuo — кричати, rave, hamani — робити, haapai — вчитися, taora — кинути, faaarearea — грати, amu — їсти, oomo — класти, pohe — помирати, au — плисти, tai — плакати, haamoe — забути, aufau — платити, inia — підняти, tia inia — піднятися, rave mai — брати, pure — просити, ata — сміятися, ua — стрибати, mairi e topa — падати, taviri — повернути, ite — знайти, rave i te ohipa — працювати (ohipa — робота), haru — літати, hoo atu — продати, hinaaro — хотіти, hio — бачити, дивитися, parau — говорити, manao — думати, horoi — мити.
Запозичена лексика
У таїтянській мові досить великий шар запозичень.
Слова сильно спотворені в силу того, що в полінезійських мовах взагалі відсутні багато приголосних, європейські звуки замінюються іншими (л — р, с — т, і т. д.).
Англійські: peretiteni — президент, totaete — суспільство, paradaiso — рай, perfeto — пророк, perepitero — пресвітер, священик, kiritiano — християнин, taime — час, iati — ярд, hamara — молоток, puka — книга, moni — гроші, та ін .
Французькі: repupirita — республіка, tepute — депутат, tomitera — комісар, idolo — ідол, apotoro — апостол, farane — франк, tenetima — сантим, teata — театр, hora — година, і ін.
Farani — Франція, Porinetia Farani — Французька Полінезія .

## Деякі словосполучення
te piti ahuru ma hitu no tenuare — 27 січня
te ahuru ma maha no me — 14 травня
te matahiti hoe tanatini iva hanere hitu ahuru ma pae — рік 1975
te hapaina uaina — склянка вина
te mereti tihopu — тарілка супу
te reo Tahiti — таїтянська мова
te reo Farani — французька мова
te taata Baretane — британець (англієць)
te taata Rusia (вим. рутіа) — російський
te fare no te arii — будинок вождя
te puhapa o te maohi — квартал тубільців
na mata no te tamaiti — очі хлопчика
te rima o te vahine — рука жінки
te ruperupe o Tahiti — краса Таїті
te poti a Hiro — пірога Хіро
te tamaiti a Tepano — син Тепано
te tae i Taravao — мис Таравао
te oire i Papeete — місто Папеете
e manao maitai ia — це гарна думка
mataitai i te oire — оглянути місто
te faaapu a te taata Tahiti — плантація таїтянина
e mau puka reo Tahiti ta matou — у нас є книги мовою Таїті
e mahana to eto e teie — сьогодні холодно